# Sportgemeinschaft Essen-Schönebeck 19/68 2017-2018
Questa voce raccoglie le informazioni riguardanti lo Sportgemeinschaft Essen-Schönebeck 19/68 nelle competizioni ufficiali della stagione 2017-2018.

## Maglie e sponsor
Lo sponsor principale era Die Wohnkompanie, mentre lo sponsor tecnico, fornitore delle tenute, era Puma.
|  | Casa | Trasferta |

## Organigramma societario
Tratto da sito societario
Area tecnica
- Allenatore: Daniel Kraus
- Allenatore in seconda: Kirsten Schlosser
- Allenatore dei portieri: Volker Messmann
- Preparatore atletico: Erskine Baker
- Massaggiatori: Axel Schaefer, Mazin Sanuri
- Ortopedico: Kai Ruße
- Fisioterapista: Eveline Neuhaus

## Rosa
Rosa, ruoli e numeri di maglia come da sito societario e sito Federcalcio tedesca (DFB).
| N. |                     | Ruolo | Calciatrice         |
| -- | ------------------- | ----- | ------------------- |
| 1  | Germania (bandiera) | P     | Lisa Weiß           |
| 4  | Germania (bandiera) | C     | Jana Feldkamp       |
| 7  | Germania (bandiera) | D     | Sarah Freutel       |
| 8  | Germania (bandiera) | C     | Manjou Wilde        |
| 9  | Germania (bandiera) | A     | Kirsten Nesse       |
| 10 | Germania (bandiera) | C     | Linda Dallmann      |
| 11 | Germania (bandiera) | D     | Irini Ioannidou     |
| 12 | Germania (bandiera) | P     | Jil Strüngmann      |
| 13 | Germania (bandiera) | C     | Ramona Petzelberger |
| 14 | Germania (bandiera) | D     | Isabel Hochstein    |

| N. |                     | Ruolo | Calciatrice       |
| -- | ------------------- | ----- | ----------------- |
| 15 | Germania (bandiera) | A     | Nicole Anyomi     |
| 16 | Germania (bandiera) | C     | Jacqueline Klasen |
| 18 | Germania (bandiera) | D     | Lena Ostermeier   |
| 20 | Germania (bandiera) | P     | Kim Sindermann    |
| 21 | Germania (bandiera) | C     | Ina Lehmann       |
| 22 | Germania (bandiera) | D     | Nina Brüggemann   |
| 23 | Germania (bandiera) | C     | Sara Doorsoun     |
| 24 | Germania (bandiera) | A     | Lea Schüller      |
| 27 | Germania (bandiera) | D     | Marina Hegering   |
| 33 | Germania (bandiera) | A     | Turid Knaak       |

## Calciomercato

### Sessione estiva
| Acquisti | Acquisti            | Acquisti         | Acquisti                  |
| R.       | Nome                | da               | Modalità                  |
| -------- | ------------------- | ---------------- | ------------------------- |
| P        | Kim Sindermann      |                  | aggregata dalle giovanili |
| D        | Alina Busshuven     |                  | aggregata dalle giovanili |
| D        | Alida Dzaltur       |                  | aggregata dalle giovanili |
| D        | Marina Hegering     | Bayer Leverkusen | definitivo                |
| D        | Henrike Sahlmann    | Bayer Leverkusen | definitivo                |
| C        | Ramona Petzelberger | Bayer Leverkusen | definitivo                |
| A        | Turid Knaak         | Bayer Leverkusen | definitivo                |

| Cessioni | Cessioni          | Cessioni            | Cessioni   |
| R.       | Nome              | a                   | Modalità   |
| -------- | ----------------- | ------------------- | ---------- |
| P        | Alissa Tolksdorf  | Borussia M'gladbach | definitivo |
| D        | Alina Busshuven   | Borussia M'gladbach | definitivo |
| D        | Vanessa Martini   | MSV Duisburg        | definitivo |
| D        | Henrike Sahlmann  | Bayer Leverkusen    | definitivo |
| C        | Kozue Andō        | Urawa Reds          | definitivo |
| C        | Margarita Gidion  | 1. FFC Francoforte  | definitivo |
| A        | Charline Hartmann |                     | ritirata   |

## Risultati

### Frauen-Bundesliga

#### Girone di andata
| Arbitro: | Wozniak (Herne) |

|  |           |                                             |
|  | Marcatori | 36’ Islacker 61’ Voňková 73’ (rig.) Laudehr |

| Arbitro: | Schwermer (Rieder) |

|                      |           |                                                      |
| Schraa 79’ Hearn 86’ | Marcatori | 12’, 84’ Freutel 14’ Hegering 18’ Dallmann 87’ Radke |

| Arbitro: | Michel (Gau-Odernheim) |

|                  |           |                    |
| Knaak 47’ (rig.) | Marcatori | 9’ Beck 34’ Linder |

| Arbitro: | Schlemmer (Nußbach) |

|                    |           |                                       |
| Van Bonn 5’ (rig.) | Marcatori | 65’ Lehmann 80’ Dallmann 87’ Schüller |

| Arbitro: | Weigelt (Lipsia) |

|                                                                                  |           |  |
| Ioannidou 17’, 59’ (rig.) Woeller 36’ (aut.) Feldkamp 38’ Anyomi 40’ Freutel 85’ | Marcatori |  |

| Arbitro: | Schlemmer (Nußbach) |

|            |           |                         |
| Radtke 84’ | Marcatori | 48’ Hegering 63’ Klasen |

| Essen 5 novembre 2017, ore 14:00 CET 7ª giornata | SGS Essen        | 0 – 0 referto | Turbine Potsdam | Stadion Essen (1 051 spett.)\| Arbitro: \| Kunkel (Amburgo) \| |
| Arbitro:                                         | Kunkel (Amburgo) |               |                 |                                                                |

| Brema 12 novembre 2017, ore 14:00 CET 8ª giornata | Werder Brema        | 0 – 0 referto | SGS Essen | Weserstadion - Platz 11 (350 spett.)\| Arbitro: \| Wildfeuer (Lubecca) \| |
| Arbitro:                                          | Wildfeuer (Lubecca) |               |           |                                                                           |

| Arbitro: | Michel (Gau-Odernheim) |

|  |           |                                                   |
|  | Marcatori | 13’ Pajor 29’ Wullaert 58’ Gunnarsdóttir 85’ Popp |

| Arbitro: | Schlemmer (Nußbach) |

|  |           |                |
|  | Marcatori | 90+1’ Dallmann |

| Arbitro: | Derlin (Bad Schwartau) |

|  |           |                                           |
|  | Marcatori | 23’ Petermann 65’ Gwinn 72’ (rig.) Magull |

#### Girone di ritorno
| Arbitro: | Weigelt (Lipsia) |

|                      |           |           |
| Rolser 76’ Rolfö 90’ | Marcatori | 23’ Knaak |

| Arbitro: | Appelmann (Alzey) |

|                                                    |           |           |
| Knaak 45+2’ Dallmann 84’ Anyomi 88’ Schüller 90+2’ | Marcatori | 28’ Hearn |

| Arbitro: | Stolz (Pritzwalk) |

|                                  |           |              |
| F. Dongus 2’ Rall 10’ Harsch 90’ | Marcatori | 26’ Schüller |

| Arbitro: | Rafalski (Baunatal) |

|                                    |           |  |
| Knaak 29’ (rig.), 61’ Dallmann 90’ | Marcatori |  |

| Arbitro: | Derlin (Bad Schwartau) |

|  |           |           |
|  | Marcatori | 85’ Knaak |

| Arbitro: | Schwermer (Rieder) |

|                                    |           |           |
| Dallmann 9’ Schüller 15’ Knaak 67’ | Marcatori | 5’ Radtke |

| Arbitro: | Wildfeuer (Lubecca) |

|          |           |                   |
| Huth 24’ | Marcatori | 46’, 48’ Dallmann |

| Arbitro: | Michel (Gau-Odernheim) |

|                                                             |           |                        |
| Schüller 3’, 36’, 44’ Dallmann 10’ Doorsoun 27’ (rig.), 29’ | Marcatori | 37’ Gieseke 81’ Scholz |

| Arbitro: | Weigelt (Lipsia) |

|                 |           |  |
| McLeod 55’, 60’ | Marcatori |  |

| Arbitro: | Schlemmer (Nußbach) |

|                        |           |            |
| Dallmann 20’, 55’, 90’ | Marcatori | 15’ Gidion |

| Arbitro: | Joos (Leinfelden-Echterdingen) |

|              |           |             |
| Schöne 90+2’ | Marcatori | 9’ Feldkamp |

### DFB-Pokal
| Arbitro: | Heidenreich (Bad Schwartau) |

|  |           |                                                                                   |
|  | Marcatori | 8’ Wilde 20’, 75’ Schüller 30’, 45+1’, 80’ Dallmann 49’, 82’ Radke 59’, 83’ Knaak |

| Arbitro: | Duske (Leverkusen) |

|  |           |                                                                             |
|  | Marcatori | 11’ (rig.) Knaak 45’ Schüller 51’ (rig.), 63’ (rig.) Ioannidou 71’ Dallmann |

| Arbitro: | Rafalski (Baunatal) |

|                                                         |           |                    |
| Schüller 20’ Lehmann 71’ Freutel 100’, 117’ Anyomi 119’ | Marcatori | 47’, 90+2’ Schiewe |

| Arbitro: | Soder (Ingolstadt) |

|                                                     |           |             |
| Graham Hansen 17’ Harder 42’, 47’ Gunnarsdóttir 86’ | Marcatori | 58’ Freutel |

## Statistiche

### Statistiche di squadra
| Competizione         | Punti | In casa | In casa | In casa | In casa | In casa | In casa | In trasferta | In trasferta | In trasferta | In trasferta | In trasferta | In trasferta | Totale | Totale | Totale | Totale | Totale | Totale | DR  |
| Competizione         | Punti | G       | V       | N       | P       | Gf      | Gs      | G            | V            | N            | P            | Gf           | Gs           | G      | V      | N      | P      | Gf     | Gs     | DR  |
| -------------------- | ----- | ------- | ------- | ------- | ------- | ------- | ------- | ------------ | ------------ | ------------ | ------------ | ------------ | ------------ | ------ | ------ | ------ | ------ | ------ | ------ | --- |
| Frauen-Bundesliga    | 39    | 11      | 6       | 1       | 4       | 26      | 17      | 11           | 6            | 2            | 3            | 17           | 13           | 22     | 12     | 3      | 7      | 43     | 30     | +13 |
| DFB-Pokal der Frauen | -     | 1       | 1       | 0       | 0       | 5       | 2       | 3            | 2            | 0            | 1            | 16           | 4            | 4      | 3      | 0      | 1      | 21     | 6      | +15 |
| Totale               | -     | 12      | 7       | 1       | 4       | 31      | 19      | 14           | 8            | 2            | 4            | 33           | 17           | 26     | 15     | 3      | 8      | 64     | 36     | +28 |

### Andamento in campionato
| Giornata  | 1  | 2 | 3 | 4 | 5 | 6 | 7 | 8 | 9 | 10 | 11 | 12 | 13 | 14 | 15 | 16 | 17 | 18 | 19 | 20 | 21 | 22 |
| --------- | -- | - | - | - | - | - | - | - | - | -- | -- | -- | -- | -- | -- | -- | -- | -- | -- | -- | -- | -- |
| Luogo     | C  | T | C | T | C | T | C | T | C | T  | C  | T  | C  | T  | C  | T  | C  | T  | C  | T  | C  | T  |
| Risultato | P  | V | P | V | V | V | N | N | P | V  | P  | P  | V  | P  | V  | V  | V  | V  | V  | P  | V  | N  |
| Posizione | 10 | 6 | 8 | 6 | 5 | 5 | 5 | 5 | 7 | 6  | 7  | 7  | 6  | 7  | 6  | 6  | 5  | 5  | 5  | 5  | 5  | 5  |

Legenda:

Luogo: C = Casa; T = Trasferta. Risultato: V = Vittoria; N = Pareggio; P = Sconfitta.

### Statistiche delle giocatrici
| Giocatore       | Frauen-Bundesliga | Frauen-Bundesliga | Frauen-Bundesliga | Frauen-Bundesliga | DFB-Pokal der Frauen | DFB-Pokal der Frauen | DFB-Pokal der Frauen | DFB-Pokal der Frauen | Totale   | Totale | Totale      | Totale     |
| Giocatore       | Presenze          | Reti              | Ammonizioni       | Espulsioni        | Presenze             | Reti                 | Ammonizioni          | Espulsioni           | Presenze | Reti   | Ammonizioni | Espulsioni |
| --------------- | ----------------- | ----------------- | ----------------- | ----------------- | -------------------- | -------------------- | -------------------- | -------------------- | -------- | ------ | ----------- | ---------- |
| N. Anyomi       | 17                | 2                 | 2                 | 0                 | 3                    | 1                    | 0                    | 0                    | 20       | 3      | 2           | 0          |
| N. Brüggemann   | 6                 | 0                 | 0                 | 0                 | 0                    | 0                    | 0                    | 0                    | 6        | 0      | 0           | 0          |
| L. Dallmann     | 21                | 12                | 4                 | 0                 | 4                    | 4                    | 0                    | 0                    | 25       | 16     | 4           | 0          |
| S. Doorsoun     | 19                | 2                 | 1                 | 0                 | 2                    | 0                    | 1                    | 0                    | 21       | 2      | 2           | 0          |
| J. Feldkamp     | 22                | 2                 | 1                 | 0                 | 3                    | 0                    | 0                    | 0                    | 25       | 2      | 1           | 0          |
| S. Freutel      | 22                | 3                 | 0                 | 0                 | 3                    | 3                    | 0                    | 0                    | 25       | 6      | 0           | 0          |
| M. Hegering     | 21                | 2                 | 4                 | 0                 | 4                    | 0                    | 0                    | 0                    | 25       | 2      | 4           | 0          |
| I. Hochstein    | 6                 | 0                 | 0                 | 0                 | 3                    | 0                    | 0                    | 0                    | 9        | 0      | 0           | 0          |
| I. Ioannidou    | 20                | 2                 | 1                 | 0                 | 3                    | 2                    | 0                    | 0                    | 23       | 4      | 1           | 0          |
| J. Klasen       | 21                | 1                 | 2                 | 1                 | 4                    | 0                    | 0                    | 0                    | 25       | 1      | 2           | 1          |
| T. Knaak        | 21                | 7                 | 0                 | 0                 | 4                    | 3                    | 0                    | 0                    | 25       | 10     | 0           | 0          |
| I. Lehmann      | 17                | 1                 | 1                 | 0                 | 4                    | 1                    | 1                    | 0                    | 21       | 2      | 2           | 0          |
| K. Nesse        | 3                 | 0                 | 0                 | 0                 | 1                    | 0                    | 0                    | 0                    | 4        | 0      | 0           | 0          |
| L. Ostermeier   | 10                | 0                 | 0                 | 0                 | 1                    | 0                    | 0                    | 0                    | 11       | 0      | 0           | 0          |
| R. Petzelberger | 2                 | 0                 | 0                 | 0                 | -                    | -                    | -                    | -                    | 2        | 0      | 0           | 0          |
| L. Schüller     | 21                | 7                 | 0                 | 0                 | 4                    | 4                    | 1                    | 0                    | 25       | 11     | 1           | 0          |
| K. Sindermann   | 4                 | -6                | 0                 | 0                 | 0                    | 0                    | 0                    | 0                    | 4        | -6     | 0           | 0          |
| J. Strüngmann   | 0                 | 0                 | 0                 | 0                 | 1                    | 0                    | 0                    | 0                    | 1        | 0      | 0           | 0          |
| L. Weiß         | 18                | -24               | 0                 | 0                 | 3                    | -6                   | 0                    | 0                    | 21       | -30    | 0           | 0          |
| M. Wilde        | 22                | 0                 | 1                 | 0                 | 4                    | 1                    | 0                    | 0                    | 26       | 1      | 1           | 0          |